# Acanthogorgia breviflora
Acanthogorgia breviflora är en korallart som beskrevs av Thomas Whitelegge 1897. Acanthogorgia breviflora ingår i släktet Acanthogorgia och familjen Acanthogorgiidae. Inga underarter finns listade i Catalogue of Life.